# 煤焦油
煤焦油（英語：coal tar）是一種使用煤碳生產焦炭和煤氣過程中產生的副產品 - 一種呈濃稠黑色，且具煙味和燒焦味的液體。它是礦物雜酚油中的一種。煤焦油可供醫療和工業之用。它在醫學上是一種外用藥物（局部用藥），用於治療乾癬和脂漏性皮炎（頭皮屑）。它可與紫外線光療法結合使用。在工業上可用於鐵路枕木防腐劑，並用於道路鋪面。美國聯邦政府於1980年發佈的第一份致癌物報告（Report on Carcinogens，參見美國國家毒物計畫）中將其列入已知人類致癌物。
煤焦油最早約於1665年被發現，且早在1800年代就用於醫療目的。人類約於1850年發現它可作為合成染料的主要原料，繼而促成此產業出現。煤焦油已列入世界衛生組織基本藥物標準清單之中。市面上有煤焦油的通用名藥物流通，它是一種非處方藥。
使用煤焦油的副作用有皮膚不適、日光敏感性、過敏反應和皮膚變色。個體於懷孕期間使用是否對胎兒有安全上的顧慮尚未被了解，而個體於母乳哺育期間使用，可能對嬰兒不利，通常不建議使用。煤焦油的確切作用機制尚未被了解。它是酚類、多環芳香烴 (PAHs) 和雜環化合物的複雜混合物，具有抗真菌、抗發炎、抗發癢和抗寄生蟲的特性。

## 構成
煤焦油由煤碳經熱裂解而產生。其組成隨加工過程和煤種（褐煤、煙煤或無煙煤）而異。
它是約10,000種化合物的混合體，其中只有約50%受到鑑定，成分中大部分是PAHs。
- 多環芳香烴（4環：䓛、熒蒽、芘、三亞苯、駢四苯及苯駢[a]蒽、5環：苉、苯駢[a]芘、苯駢[e]芘、苯並熒蒽及苝、6環：二苯並芘、二苯並芴（dibenzofluoranthenes）及苯并［ghi］苝、7環：蒄）
- 甲基化和多甲基化衍生物、單羥基化和多羥基化衍生物以及雜環化合物[18][19]。

其他：苯、甲苯、二甲苯、異丙苯、苯並呋喃、茚、苯並呋喃、萘和甲基萘、1,2-二氫苊、芴、苯酚、甲酚、吡啶、吡啶鹼、菲（phenanthracene）、咔唑、喹啉、熒蒽。其中許多成分都是已知的致癌物。

### 衍生物
各種酚類煤焦油衍生物具有鎮痛作用，如乙醯苯胺、非那西丁和乙醯胺酚（撲熱息痛）。乙醯胺酚可能是目前唯一仍在使用的煤焦油衍生鎮痛藥。工業用苯酚現在通常由原油，而非煤焦油合成。
患有遺傳性葡萄糖六磷酸去氫酵素缺乏症 (G6PD缺乏症) 的個體禁用煤焦油衍生物，因為會導致氧化壓力，而造成紅細胞破壞。

## 作用機制
煤焦油確切的作用機制尚未被了解。煤焦油是酚類、PAHs和雜環化合物的複雜混合物。
它是一種角質軟化劑，可降低皮膚細胞的生長速度，並軟化皮膚角質層。

## 用途

### 醫學
煤焦油已列入世界衛生組織基本藥物標準清單中，是醫療系統中最有效、最安全的藥物。市面上有其通用名藥物流通，且為非處方藥。
藥用洗髮水、肥皂和藥膏中可加入煤焦油成分。它具有抗真菌、抗發炎、抗發瘙和抗寄生蟲的特性。可用作治療頭皮屑和乾癬的外用藥，以及用來殺滅和驅除頭蝨。它可與紫外線光療法結合使用（煤焦油中的某些成分可增加皮膚對紫外線的敏感度，增強治療效果）。
使用的煤焦油有兩種形式：原煤焦油（拉丁語：pix carbonis）或煤焦油溶液（拉丁語：liquor picis carbonis，LPC），也稱為煤焦油洗劑（liquor carbonis detergens，LCD）。市面上的商品名稱有Denorex、Balnetar、Psoriasin、Tegrin、T/Gel和Neutar等。臨時配製的局部用藥製作方式為：首先將20%的煤焦油溶解於酒精中，接著加入5%的吐溫80，形成煤焦油溶液。最後將此溶液稀釋於凡士林等軟膏基質中。

### 建築用途
煤焦油是首批用作道路密封層的材料。英國威爾斯發明家Edgar Purnell Hooley首先開發出的柏油路（簡稱tarmac）由煤焦油瀝青覆蓋的花崗岩碎石鋪砌而成。後來使用的填充料是工業爐渣。如今更為常用的是石油衍生的粘合劑和密封劑。這些密封劑用於延長路面使用壽命，並降低維護成本，通常用於路面、停車場和人行道的鋪設。
含煤焦油成分的密封劑通常是加入20%至35%的煤焦油瀝青。研究顯示美國各處均使用煤焦油密封劑，然而已有一些地區出於環境、人體健康及防止污染的考量而禁止在密封劑產品中添加煤焦油，例如在華盛頓哥倫比亞特區、德克薩斯州奧斯汀市、威斯康辛州戴恩郡、華盛頓州以及明尼蘇達州的幾個城市等。

### 工業用途
現代煤焦油主要應用於燃料和瀝青等。全球每年煤焦油交易的總價約為200億美元。
- 燃料。
- 製造塗料、合成染料（尤其是檸檬黃（黃色5號））和攝影材料[38]。
- 作為鍋爐燃料，但必須預熱才能順暢流動，與重油相似[39]。
- 製作炭黑用原料[40]。
- 生產石墨的粘合劑。"生胚"在石墨生產過程中經高溫烘烤，其中的煤焦油粘合劑會轉化為揮發性焦爐揮發物（COV）。為防止COV污染環境，通常會將其送入焚燒爐處理[41][42]。
- 電弧爐電極糊（英语：carbon-paste electrode）的主要粘合劑，將焦炭或煅燒無煙煤等固體填料結合在一起，形成電極糊（眾人熟知的Söderberg電極糊）。[43]。
- 生產更高價值餾分（例如石腦油、礦物雜酚油和瀝青）的原料。許多公司在煤氣時代因蒸餾煤焦油以分離這些餾分，而發現許多工業化學品。

一些此類的英國公司有：
Bonnington化學公司、英國焦油產品公司、蘭開夏焦油蒸餾公司、米德蘭焦油蒸餾公司、Newton, Chambers & Company（Izal品牌消毒劑的生產者）及Sadlers化學品公司。

## 安全性
使用煤焦油的副作用有皮膚不適、日光敏感性、過敏反應和皮膚變色。個體於懷孕期間使用是否對胎兒有安全上的顧慮尚未被了解，而個體於母乳哺育期間使用，可能對嬰兒不利，通常不建議使用。
美國全國乾癬癬基金會認為煤焦油是數百萬患有乾癬癬和其他頭皮或皮膚病人們的寶貴、安全且廉價的治療選擇。根據美國食品藥物管理局（FDA），含有0.5%至5%之間煤焦油的製劑被認為在治療乾癬方面為既安全且有效。

### 癌症
長期且持續接觸煤焦油可能會增加罹患非黑色素瘤皮膚癌的風險。醫用煤焦油是否會導致癌症，因為缺乏足夠的數據而尚無定論，通常醫用煤焦油不會長時間停留在皮膚上。而煤焦油在職業暴露、動物模型和機制研究中確實會導致癌症，目前研究顯示短期用藥，並不會導致人類癌症風險顯著上升。
煤焦油含有許多PAHs，據信其代謝物會與DNA結合，並損害DNA。煤焦油和空氣污染物中所含的PAHs會誘導表皮細胞的免疫衰老和細胞毒性。皮膚在短期暴露於PAHs後可自行修復，但在長期暴露後會失去修復的能力。長期暴露後會產生"碳氫化合物角化病，又稱焦油疣"，可發展成鱗狀細胞癌。
煤焦油是所發現的首批職業暴露會導致癌症的化學物質之一（於1775年在研究煙囪清掃工癌症的研究中得到證實）。現代研究顯示接觸煤焦油瀝青的工作，例如鋪路或鋪設屋頂，會增加罹癌風險。
國際癌症研究機構將煤焦油列為第一類致癌物，表示其會直接導致癌症。美國衛生及公共服務部將煤焦油列為已知人類致癌物。
美國一些城市為應對公眾對PAHs致癌性的擔憂（例如密爾瓦基市），已禁止使用常見的煤焦油道路和車道密封劑，理由是擔心地下水中PAHs含量會因此升高。

### 其他用途
用煤焦油製劑治療過的皮膚會增加對陽光的敏感性（可能導致光照性皮炎），因此應避免陽光照射。
高溫蒸餾煤焦油後的殘留物，主要是由三個或更多個稠環芳香烴組成的複雜混合物，根據歐盟相關法規，該物質於2010年1月13日被正式列入高度關注物質名單。

### 管理規範
在工作場所，可能會經由呼吸、皮膚或眼睛而發生接觸煤焦油瀝青揮發物的情況。美國職業安全與健康管理局(OSHA) 將苯可溶性部分的建議暴露限值設定為每天8小時0.2毫克/立方公尺。美國國立職業安全與健康研究所 (NIOSH) 訂定環己烷可萃取部分的建議暴露限值為每天8小時0.1毫克/立方公尺。煤焦油瀝青揮發物在在80毫克/立方公尺的濃度下會立即對生命和健康造成危險。
煤焦油製劑在美國被當作非處方藥，由FDA監管。

## 外部連結
- . Occupational Safety & Health Administration. 22 March 2012  [2013-03-08].
- . Centers for Disease Control and Prevention. 2011-04-11  [2013-09-13].
- Engelhaupt E. . Environmental Science and Technology. 2008-11-19, 43 (1): 3. Bibcode:2009EnST...43....3E. doi:10.1021/es803118b .
- Chisholm, Hugh (编). .  6 (第11版). London: Cambridge University Press: 595–599. 1911.